# Comunicações em Macau

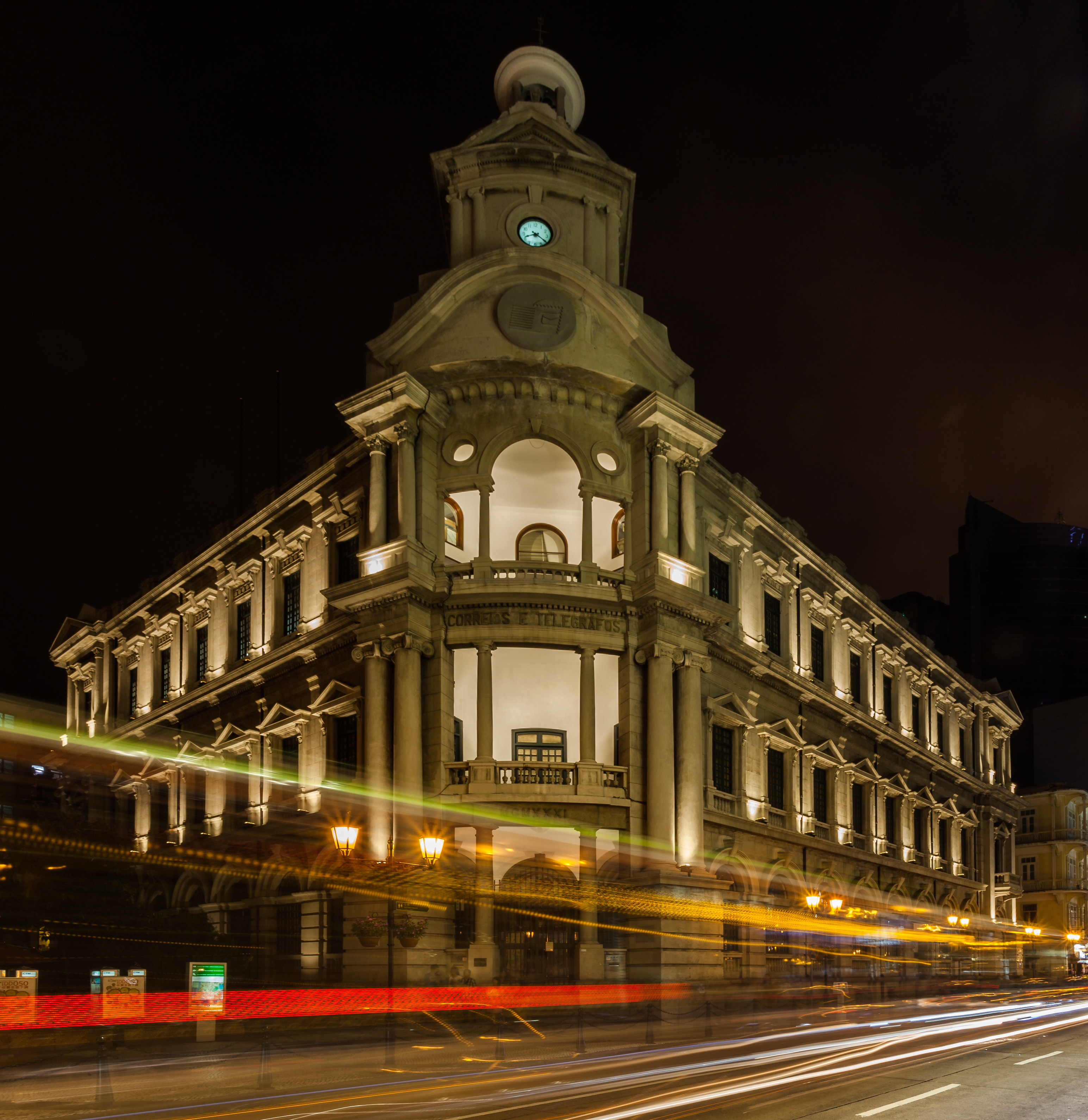
Edifício de Correios e Telegrafos em Macau

Como a Região Administrativa Especial de Macau (RAEM) da República Popular da China tem só cerca de 538 mil habitantes (em 2007) e, por consequência, um mercado relativamente pequeno, não foi desenvolvido, ao contrário de Hong Kong, uma rede local de comunicações em grande escala e ferozmente competitiva nesta região chinesa.
Por esta razão, esta rede sofre uma forte competição de outras redes regionais próximas da RAEM, nomeadamente a de Hong Kong e a da China Continental, cujas redes são, na maioria dos casos, de maior qualidade do que a rede local. Por isso, muitos residentes de Macau escolhem também, muitas vezes em detrimento ou em complementariedade com a rede local, as dezenas de jornais e revistas publicadas e os vários canais e programas de rádio e da televisão emitidos em Hong Kong e na China Continental.
Relativamente aos meios de comunicação social de Macau, eles têm particularmente uma longa história e, no seu todo, desempenharam e continuam a desempenhar um importante papel cultural e social nesta região chinesa, proporcionando aos seus habitantes muitas informações. 
O Gabinete de Comunicação Social (GCS), que está directamente subordinado ao Chefe do Executivo da RAEM, foi estabelecido para coordenar, estudar e apoiar tecnicamente o Governo na área da comunicação social. O GCS apoia e suporta todas as organizações relacionados com a comunicação social. A Lei Básica e a Lei de Imprensa da RAEM protege e garante as liberdades de expressão, de edição e de imprensa a todas as pessoas de Macau.
Actualmente, os meios de comunicação social da RAEM são subsidiados pelo Governo por isso algumas pessoas de Macau duvidam muito da autonomia e da imparcialidade destes instrumentos de grande importância social e cultural, apesar de o Governo ter garantido a sua total autonomia e liberdade de informar o público e o seu papel de vigilância às acções governamentais.

## Televisão e Rádio
Relativamente à televisão (TV) e ao rádio, existe em Macau:
- uma estação de televisão: a Teledifusão de Macau, S.A. (TDM);
- duas estações de rádio: a Rádio Macau, que pertence à TDM, e a Rádio Vilaverde Lda [1], que é uma empresa privada;
- uma empresa responsável pela distribuição de serviços de televisão por cabo: a TV Cabo Macau, S.A.;
- três empresas que fornecem serviços de radiodifusão televisiva por satélite: a Cosmos Televisão por Satélite, a Companhia de Televisão por Satélite China (Grupo) S.A. e a Companhia de Televisão por Satélite MASTV, Limitada [2][3].

A TDM foi fundada em 1982 e actualmente é a única empresa responsável pela prestação do serviço público de radiodifusão sonora e televisiva, gerando canais nas línguas chinesa e portuguesa de TV e rádio em sinal aberto na RAEM. Os residentes de Macau recebem também difusões electrónicas de outras empresas, destacando-se as de Hong-Kong, nomeadamente o TVB (Television Broadcasts Limited), e as da China Continental, nomeadamente a CCTV (China Central Television), fazendo forte concorrência com a TDM .

### História
Em 1933, foi criada a primeira estação de rádio em Macau, com emissões diárias de apenas duas horas, sob as designações CQN-MACAU e CRY-9-MACAU. Localizada no Edifício dos Correios, as suas emissões terminaram em 1941, na altura da Segunda Guerra Mundial. Em 1941 acabaram também as emissões da Rádio Polícia, que começaram em 1938 sob a designação XX9-RÁDIO POLÍCIA. Esta efémera estação de rádio pertenceu à Polícia de Segurança Pública (PSP) e funcionou na Esquadra número 2, junto ao Canídromo.
Igualmente em 1941, surgiu o Rádio Clube de Macau, que herdou o equipamento e as instalações da emissora CRY-9-MACAU. Esta estação privada de rádio passou a emitir principalmente programas em português, chinês/cantonense e inglês. O Rádio Clube de Macau, apesar de ter "um ar mais solene e público", era uma instituição privada que esteve ligada a várias importantes personalidades locais, como Francisco de Carvalho e Rêgo, Evaristo Fernandes Mascarenhas, padre Fernando H. Leal Maciel, tenente Alberto Ribeiro da Cunha, Bernardino de Senna Fernandes, tenente Virgílio Abrantes Pereira, José de Sousa Lourenço, Carlos Lun Chou e Cassiano da Fonseca. Durante os tempos difíceis da Segunda Guerra Mundial, esta estação de rádio emitiu ininterruptamente noticiários em seis línguas diferentes (português, inglês, francês, chinês, alemão e japonês) e programas de música. As suas emissões puderam ser captadas em todo o Extremo Oriente, chegando mesmo a alcançar o Alasca e a Nova Zelândia. Sob a direcção artística do musicólogo e professor Francisco de Carvalho e Rêgo, esta emissora privada organizou vários concertos musicais e transmitiu mais de duas centenas de palestras e recitais de piano e outros instrumentos.
Em 1948, 1950 ou 1952 a Rádio Vila Verde foi criada pelo macaense Pedro José Lobo, com estúdios num edifício privado dele. Esta estação privada de rádio emitiu programas e música em cantonense, inglês e português sob as designações CR9XL e CR9XM. O seu apogeu foi nos anos 50 e 60, conseguindo ultrapassar o Rádio Clube de Macau em termos de audiências e música. Após a morte de Pedro José Lobo, em 1965, a Rádio Vila Verde começou a declinar, tendo suspendido a sua actividade em 1994. Depois de ser adquirida pela Sociedade de Turismo e Diversões de Macau, controlada por Stanley Ho, a Rádio Vilaverde retomou as suas emissões em cantonense no dia 22 de Março de 2000 ou em 2002.
Em 1962, o Rádio Clube de Macau deu lugar à Emissora de Radiodifusão de Macau (ERM), que era gerida por uma comissão orientadora. Luís Gonzaga Gomes chegou a ser director da ERM. Em 1973, a ERM passou a estar dependente do Centro de Informação e Turismo, que era um organismo governamental. Em 1976, foi criada a Rádio Macau para prestar um serviço público de radiodifusão. Em 1982, a Rádio Macau passou a estar subordinada à Companhia de Televisão e Radiodifusão de Macau (TDM), que foi criada neste mesmo ano como uma empresa pública para substituir a Emissora de Radiodifusão de Macau (ERM). Em Agosto de 1988, a Companhia de Televisão e Radiodifusão de Macau (TDM) foi extinta como empresa pública e, depois de 49,5% das suas acções serem compradas por privados, passou a ser uma empresa público-privada. Esta nova empresa passou a chamar-se de Teledifusão de Macau (TDM).
O primeiro canal local de televisão iniciou a sua actividade no dia 13 de Maio de 1984, com emissões diárias das 18h00 às 23h00, alternando programas em português e chinês. Em 1990, este canal único da TDM dividiu-se em dois canais: o Chong Man Toi (em língua chinesa) e o Canal 1 (em língua portuguesa). Actualmente, a Rádio Macau possui também dois canais: o Ou Mun Tin Toi (em língua chinesa) e a Rádio Macau (em língua portuguesa).
Em 1999, a TV Cabo Macau obteve um contrato de concessão de 15 anos para explorar os serviços de televisão por cabo. Entre 1998 a 2000, foram emitidas licenças para prestar serviços de radiodifusão televisiva por satélite ao Cosmos Televisão por Satélite e à Companhia de Televisão por Satélite China (Grupo) S.A.. Em 2004, a Companhia de Televisão por Satélite MASTV, Limitada (MASTV) obteve também a sua licença para prestar serviços de telecomunicações de radiodifusão por satélite, estando disposta a criar seis canais de televisão por satélite.

## Imprensa

### História
A Imprensa só apareceu em Macau durante o século XIX, mas foi a partir dos anos 30 do século XX que os jornais de Macau começaram a desenvolver-se aos passos.
O primeiro jornal português de Macau, "A Abelha da China”, foi publicado no dia 12 de Setembro de 1822. É considerado como o primeiro jornal da História moderna da China, mas ela só existiu durante um ano, acabando por ser abolido em 1823. O primeiro jornal chinês da região, o "Jornal das Notícias de Macau" (ou, em chinês, o Ou Mun San Man Zhi), foi publicado entre 1839 e 1840, por Lin Zexu, um Comissário Imperial da Dinastia Qing encarregue da destruição do ópio.
Em 18 de Julho de 1893, um grupo de pessoas, destacando-se Sun Yat Sen e o macaense Francisco Fernandes, criaram o Echo Macaense, um jornal em chinês
e português. Em 22 de Fevereiro de 1897, o Jornal - o Reformador da China (ou, em chinês, Chi Xin Bao) foi fundada por Kang Youwei e Liang Qichao. Posteriormente, e principalmente após a Revolução de 1911, muitos novos jornais, principalmente os de língua chinesa, foram criados, destacando-se o Ao Men Times (ou, em português, Tempo de Macau), o Hao Jing Wan Bao (Vespertino Espelho do Mar), o Ao Men Tong Bao (Jornal Informação) e o Hao Jing Ri Bao (Jornal Espelho do Mar).
O semanário português e católico "O CLARIM" foi fundado por um grupo de jovens católicos, com a colaboração e financiamento da Diocese de Macau, em 1948. Antes da Revolução de 25 de Abril de 1974, os principais jornais em língua portuguesa em Macau foram o "O CLARIM", a "Gazeta Macaense" e o "Notícias de Macau". A revista cultural "Mosaico" foi editado na década de 1950 pelo Círculo Cultural de Macau. Após o 25 de Abril e com o fim da censura imposta pelo Estado Novo, apareceram uma série de revistas e jornais em língua portuguesa, alguns deles com conotação política: em Novembro de 1974, foi logo criado a revista "Democracia em Marcha", que veiculava as ideias do Centro Democrático de Macau (CDM); como reacção, apareceu a revista "Confluência" como órgão de informação da Associação para a Defesa dos Interesses de Macau (ADIM). Anos mais tarde, em Outubro de 1982, apareceram os jornais "Tribuna de Macau" e "Jornal de Macau", que estavam respectivamente conotados com o CDM e com a ADIM. O proprietário do "Tribuna de Macau" era o advogado Neto Valente, um dos co-fundadores do CDM. Porém, com a evolução do panorama político de Macau e com a aproximação da data da transferência de soberania, o histórico conflito entre a ADIM e o CDM tornou-se num assunto do passado. Por isso, o "Jornal de Macau" e o "Tribuna de Macau" acabaram por fundir-se no dia 1 de Novembro de 1998, cujo resultado foi o actual Jornal Tribuna de Macau. Em relação aos restantes jornais em língua portuguesa que ainda estão actualmente em circulação, o "Ponto Final" foi criado em 1991 e o "Hoje Macau" no dia 6 de Setembro de 2001.
Em Agosto de 2004, o "The Macau Post Daily", o primeiro diário em língua inglesa na RAEM, foi posto a circular em Agosto de 2004. Em 2007, foi fundado o "Macau Daily Times" (também um diário em língua inglesa), e no dia 10 de Setembro de 2007, o diário chinês "Tai Chung Pou" começou a lançar diariamente um suplemento em língua portuguesa. Mas, actualmente, este suplemento deixou de existir. Em 2014, o jornal católico O Clarim, para além da sua histórica edição em língua portuguesa, passou a disponibilizar também edições semanais em inglês e em chinês, tornando-se assim num semanário trilingue (português, chinês e inglês).

### Situação actual
Actualmente, publicam-se diariamente, com uma tiragem total superior a 100 mil exemplares, oito jornais (diários) de língua chinesa, sendo o mais antigo o "Tai Chung Pou" (fundado em Julho de 1933) e o mais novo o "San Wa Ou" (fundado em Dezembro de 1989). O maior jornal de Macau é o "Ou Mun Iat Pou", fundado em 15 de Agosto de 1958, e este exerce uma grande influência na Cidade, representando cerca de 80% da tiragem total dos jornais da RAEM. É possuído por uma empresa privada que mantém fortes laços e amizades com o Partido Comunista Chinês e alguns até dizem que o Partido único da RPC é o verdadeiro patrão desta empresa chinesa. O "Va Kio Pou", fundado em 20 de Novembro de 1937, é o segundo maior jornal chinês de Macau. 
Entre os seis semanários de língua chinesa ainda existentes, o mais antigo é o "Assuntos Correntes", fundado em 1972. Todos eles, com excepção do "Semanário Desportivo de Macau", que divulga notícias relacionados com o Desporto, tratam de assuntos de interesse geral da população local. 
Há cada vez mais pessoas que criticam a imprensa chinesa, por esta ser maioritariamente pró-China e pró-Governo e por esta muitas vezes praticar a chamada auto-censura, ao evitar, sem ameaça directa de outrem, certos temas sensíveis, por temer represálias da China .
Relativamente à imprensa em língua portuguesa, existe em Macau três diários: o Jornal Tribuna de Macau, o Hoje Macau e o Ponto Final. Quanto à imprensa em língua inglesa, conta-se dois diários: o "The Macau Post Daily" e o "Macau Daily Times".
O único semanário trilingue de Macau é o O Clarim, de orientação católica, que publica em português, chinês e inglês.
Também se publica vários tipos de revistas em Macau, destacando-se, como por exemplo, a Revista MACAU.
Em Macau, existem seis associações de profissionais da comunicação social, sendo elas a "Associação dos Trabalhadores da Imprensa Chinesa de Macau", o "Clube de Jornalistas de Macau", a "Associação dos Jornalistas de Macau", "Clube de Comunicação Social de Macau", "Associação de Jornalistas dos Assuntos Desportivos de Macau" e a "Associação de Imprensa em Português e Inglês de Macau".
Não existe em Macau uma agência local de notícias, apenas delegações ou correspondentes de cerca de duas dezenas de agências estrangeiras de notícias, tais como a "Agência Noticiosa Lusa", a "Associated Press", o "South China Morning Post", a "Reuters" e a "Xinhua" (Nova China)..

### Lista dos jornais
Aqui está uma lista completa dos jornais e semanários actualmente (2007) publicados na RAEM:
- Oito diários em língua chinesa:
  - Ou Mun Iat Pou (Diário de Macau)
  - Va Kio Pou (Diário dos Chineses do Ultramar)
  - Si Man Pou (Diário de Cidadãos)
  - Seng Pou (Diário da Estrela)
  - Tai Chung Pou (Diário das Massas ou Diário Para Todos)
  - Today Macau (Macau de Hoje)
  - Cheng Pou
  - San Wa Ou (O Correio Sino-Macaense)
- Seis semanários em língua chinesa:
  - Jornal Si-Si (Assuntos Correntes)
  - Jornal Son Pou (Informação)
  - Semanário Desportivo de Macau
  - O Pulso de Macau
  - Semanário Recreativo de Macau
  - Observatório de Macau
- Três diários em língua portuguesa:
  - Jornal Tribuna de Macau (fusão do "Jornal de Macau" e do "Tribuna de Macau")
  - Hoje Macau
  - Ponto Final
- Um semanário trilingue (português, chinês e inglês):
  - O CLARIM
- Três diários em língua inglesa
  - The Macau Post Daily
  - Macau Daily Times
  - Business Daily

## Telefone

### História
Antes de 1981, o serviço telefónico de Macau era muito lento e falível e não acompanhava o rápido desenvolvimento do Território de Macau. Havia cerca de 20000 clientes que esperavam ter em suas casas um telefone, e as chamadas internacionais, mesmo para Hong-Kong, só se realizavam por via operadora. O Governo de Macau, querendo o mais rapidamente possível modernizar e expandir os serviços telefónicos, concedeu por 20 anos o monopólio de operar na área destes meios de comunicação à Companhia de Telecomunicações de Macau S.A.R.L. (CTM), formada em Outubro de 1981. Esta empresa é responsável perante o Governo pela qualidade do serviço prestado e o Governo é encarregado também de regular os preços a cobrar pelos serviços fornecidos. Esta companhia contribuiu muito para a modernização e expansão do sistema de telecomunicações de Macau, que experimentou um grande desenvolvimento durante a década de 90 e mesmo presentemente, tornando-a comparável aos outros sistemas modernos espalhados pelo Mundo .
Em Julho de 1983, a primeira fibra óptica foi ligada em Macau e em Setembro de 1983 a primeira central telefónica digital começou a operar na Cidade. Em 1984, para melhorar a realização das chamadas internacionais, a primeira antena de satélite - "Intelsat Standard B" - foi inaugurada e 8 anos depois, em 1992, foi inaugurada a segunda antena - "Intelsat Standard A". A rede das telecomunicações em Macau foi completamente digitalizada em 1991. 
A telecomunicação móvel de uso público apareceu em Macau no ano de 1988, com o lançamento dos serviços de telefone móvel analógico - "TACS". Em 1995, o Serviço Móvel Telefónico Digital (GSM) foi oficialmente lançado e no ano de 1999, esta rede foi expandida com o lançamento da rede GSM de dupla banda 900/1800 MHz. Em 2000, o mercado das telecomunicações móveis foi liberalizado, acabando assim com o monopólio da CTM nesta área. Em 2001, 2 novos operadores, a Hutchison - Telefone (Macau), Limitada e a SmarTone - Comunicações Móveis (Macau), começaram a operar em Macau. Um acordo relacionado com a interligação de serviços entre estes 2 operadores das telecomunicações móveis e a CTM foi assinado também nesse mesmo ano. Em 2002, estas 3 operadoras obtiveram a licença definitiva emitida pelo Governo da RAEM, com um prazo de oito anos. 

### Situação actual
Estima-se que, em 2005, mais de 532 mil pessoas utilizavam os serviços de telecomunicações móveis oferecidos pelas três empresas actualmente a operar em Macau (a Hutchison - Telefone (Macau), Limitada; a SmarTone - Comunicações Móveis (Macau); e a Companhia de Telecomunicações de Macau), sendo por isso a taxa de popularização dos telefones móveis na fasquia dos 110%.
Actualmente, as redes de telecomunicações fixas e os serviços de telecomunicações com o exterior continuam a ser do exclusivo da Companhia de Telecomunicações de Macau (CTM), havendo em Macau mais de 174 mil linhas telefónicas fixas, em 2005. O actual código telefónico de Macau é "853" .

## Internet
Em 1995, os serviços de Internet foram lançados em Macau e em 2000, o Serviço Internet de Banda Larga (em inglês: Broadband), lançado pela CTM, entrou finalmente em serviço. Em 2001, o Governo da RAEM começou a emitir licenças de serviços de Internet para vários operadores, tendo concedido até 2005 licenças definitivas a 17 companhias. Em 2002, o regulamento administrativo sobre a prestação destes serviços foi finalmente publicado. 
Em 2005, mais de 88 mil pessoas eram utentes da Internet, ou seja, cerca de 18% da população total de Macau, sendo que cerca de 68 mil eram utilizadores registados da Banda Larga. O actual código de Internet de Macau é ".mo".